# 塔博里謝 (拉多梅什利區)
50°30′13″N 29°27′36″E / 50.50361°N 29.46000°E
塔博里謝（烏克蘭語：Таборище）是烏克蘭北部的村莊，隸屬日托米爾州的日托米爾區。該村處於比爾卡河畔，面積0.473平方公里，海拔高度170米，2001年人口66。